# Jehova Tanúi kritikája
A Jehova Tanúit a kívülállók gyakran kritizálják, hogy a doktrínáik gyorsan változnak, rengeteg beteljesületlen és félrevezető jóslatot tettek, félrefordítják és félreértelmezik a Bibliát, a híveket és a mozgalmat autokratikus módon vezetik, a vérátömlesztést még életveszélyes helyzetekben is megtagadják és nem jelentik a szexuális visszaélések eseteit a hatóságoknak.

## Új Világ Bibliafordítás
A Tanúk szerint a saját bibliafordításuk, az Új Világ fordítás adja vissza a leghitelesebben a héber-arámi és görög eredeti szövegek jelentését, ezzel szemben számos bibliatudós azt állítja, hogy a fordítás teológiailag elfogult. John Ankerberg baptista teológus azzal vádolta az Új Világ Fordítás fordítóit, hogy olyan fordítást készítenek, amelyek a "saját előítéleteiknek és bibliátlan teológiájuknak" felel meg.

## Az egy igaz egyház
A Jehova Tanúi a többi egyházat (a kereszténység nagy egyházait is) a Sátán által felhasznált szervezeteknek tekintik, és elvetik; magukat tartják Jehova Isten egyetlen földi szervezetének, kizárólagos közlési csatornájának. E szerint Isten nemzetét a „keresztényiség” alkotja – vagyis kizárólag Jehova tanúi. Egykori vezetőjük, J.F. „Judge” Rutherford (1869-1942) erőteljesen kijelentette, hogy minden más keresztény felekezet hamis, és nem kedves Jehova Istennek.
Úgy vélik, hogy Krisztus 1918-ban megítélte az összes magát kereszténynek valló vallást, és tizennyolc hónap elteltével a Krisztust képviselő csoportok és vallások közül  csak az ő mozgalmuk felelt meg Isten elvárásának. Az Őrtorony Társulat kiadványai azt állítják, hogy a világ más vallásai hamisan ábrázolták Istent, és gyűlölettel töltötték meg a világot. A Jelenések 17:3–6-ban említett "Nagy Babilont" és a "paráznák anyját" a „hamis vallásokkal” azonosítják.

## Isten neve
A Tanúk talán legismertebb jellegzetessége az, hogy ragaszkodnak „Isten nevének használatához”, amely szerintük „Jehova”. Az ő szemszögükből a neve használatának elmulasztása a tisztelet hiányát és a hívők tudatlanságát jelzi, mivel Isten neve a Bibliából könnyen megismerhető és használni is kell.
A probléma az, hogy az Ószövetségben az eredeti héber nyelven írt istennév JHVH-ként jelenik meg. Az ókori héber mássalhangzós nyelv volt (nem tartalmazott magánhangzókat). A Jehova nevet a négy héber mássalhangzóból eredeztetik, ez az úgynevezett tetragrammaton. 
Az Isten iránti tiszteletből a zsidók a nevet soha nem mondták ki és a kutatók ma sem tudják, hogy ezt a nevet hogy ejtették ki, Jahve-ként, Jehova-ként vagy valami más, hasonló alakban. Az említett két forma is csak feltételezett átírás.

## A világvége jóslatok
Számtalanszor jósolták a világ végét, hogy az rövidesen bekövetkezik. Az Őrtorony kiadványai egy sor jóslatot fogalmaztak meg Krisztus második eljövetelével és Isten Királyságának eljövetelével kapcsolatban, amelyek mindegyike beteljesületlen maradt. Az 1878-ra, 1881-re, 1914-re, 1918-ra és 1925-re vonatkozó jóslatokat később újraértelmezték a mozgalom eszkatologikus keretének megerősítéseként. Később várakozásokat fűztek az Armageddon 1975-ös elérkezéséhez is, majd utána a társaság vezetése bocsánatot kért a tagoktól.
1876-ban Russell átvette azt a hitet, amelyet néhány adventista prédikátor hirdetett, miszerint Jézus eljövetele vagy jelenléte 1874-ben kezdődött, és hogy a kicsiny nyáj összegyűjtése a nagy csúcspontot megelőzően folyamatban van. Russell úgy számolt hogy az „aratás” 1878-ban befejeződik.
Ezután Russell a Studies in the Scriptures (Bibliatanulmányok) című kiadványa 1914 októberét jelölte meg a „pogányok idejének végeként”. A zsidók visszatérnek Isten kegyeibe, a „névleges egyház” elbukik, a végső harc Krisztus és a Sátán között véget ér, a világ birodalmai megdőlnek és Krisztus összegyűjti az övéit; a szentek a mennybe kerülnek, ahol uralkodnak vele, és elkezdődik a millennium.
1894-ben írta az Őrtorony: 1914 vége a bajok végének a dátuma lesz.
Az első világháború 1914. júliusi kitörése után Russell 1914-et az Armageddon kezdeteként értelmezte újra.
1916-ban azt mondták, hogy a világháború a "szentek" elragadtatásában ér véget.
1920-ban azt jelezték, hogy 1925-re megalakul a Messiás királysága, és békét hoz a világra. Isten elkezdi helyreállítani a földet. Ábrahám, Izsák, Jákób és a többi, Istenhez hűséges ember és pátriárka feltámad.
Ugyanebben az évben (1920) jelentette meg Rutherford a következő művét: Milliók élnek most, akik sohasem fognak meghalni!
1938: Az Armageddon már túl túl közel van, mint hogy a hívők megházasodjanak vagy gyermeket vállaljanak.
1941: Már csak "hónapok" vannak hátra Armageddonig.
1961: Az Ébredjetek! iratuk kijelentette, hogy Armageddon "a 20. században el fog jönni... Ez a generáció látni fogja a beteljesülését".
1966: 1975 őszén 6000 éves lesz az ember megteremtése, és „helyénvaló” hogy Krisztus ezeréves uralma elkezdődik. „Az idő elfogyott, ez nem kérdés”.
1971: „Jehova csatája” „hamarosan, a huszadik századon belül” elkezdődik.
1984: "Sok jel" utal arra, hogy a "vég" közelebb van, mint a 20. század vége.
1989: Az Őrtorony kijelenti, hogy az 1. században megkezdett keresztény misszionáriusi munka „a mi 20. századunkban befejeződik”. Később, amikor a folyóirat kötött kötetekben újra megjelent, a „XX. századunkban” kifejezést a kevésbé specifikus „napjainkban” kifejezés váltotta fel.

## A vég eljövetele
A Biblia szerint „az Isten országának evangéliumát az egész világon hirdetik bizonyságul”, és ezután jön el a vég.. Ezt a Jehova Tanú is hangsúlyozzák, hogy amikor már minden embernek hirdették az üzenetüket, akkor jön el a vég, amelyet „a munka befejezésének” is neveznek. De a 2020-as évek elején a Tanúk a világ lakosságának még mindig csak a 0,1 %-át adják és míg a világ népessége gyorsan növekszik, a 2020-as évek elején-közepén napi több mint 200 ezer fővel, ezzel szemben a közösség tagsága ebben az időben csak napi kb. 740 fővel gyarapszik. Számos olyan térség van a Földön, ahol még a kereszténység üzenete sem jut el az emberekhez, nem hogy ezé a kisegyházé. A statisztikák alapján az esélyek erősen ellene szólnak annak, hogy a Jehova Tanúi üzenete eljusson a bolygó többségét kitevő, nem keresztény lakosához. Ha még a hatalmas muszlim világot nem is vesszük, csak India és Kína népességének óriási száma szkepticizmusra ad okot a tömegek keresztényesítésének, vagy akár Jézus Krisztus életének és szolgálatának mindenkivel való megismertetésének sikerességével kapcsolatban.

## Bibliai értelmezések

### A doktrínák változása
A Jehova Tanúi doktrínáit a Vezető Testület állapítja meg, és a felekezet nem tűr nézeteltérést a tagok más irányú gondolkodásával szemben. Azok a tagok, akik a kezdeti figyelmeztetések után továbbra is nyíltan nem értenek egyet a mozgalom tanításaival, kizárhatók.
Bár az Őrtorony Társulat irodalma azt állítja, hogy a Társulat alapítóját, Charles Taze Russellt Jehova Szentlelke vezérelte, amelyen keresztül „isteni megismeréseket” kapott, Russell óta lényegesen megváltoztatták a tanaikat, és számos tanítását elhagyták. Ilyenek például:
- Krisztus királysága uralkodásának kezdetének dátuma.

Russell azt tanította, hogy 1878-ban kezdődött ez, később, 1920-ban az Őrtorony Társulat 1914-re módosította a dátumot.
- Az "utolsó napok" kezdete

Az Őrtorony legkorábbi számai alapján Russell azt hirdette, hogy az „utolsó napok” 1799-ben kezdődtek, és 1914-ben érnek véget. Még 1927-ben és 1928-ban is az Őrtorony kiadványai azt állították, hogy az utolsó napok kezdete 1799. Aztán 1929-ben az utolsó napok kezdete 1914-re változott.
- Az igaz keresztények feltámadása

Miután 1878-ban meghiúsultak azok a jóslatok, amelyek szerint Krisztus kiválasztott „szentjei” a mennybe kerülnek, Russell 1878-tól kidolgozta azt a tanítást, hogy az „Úrban meghaltaknak” azonnali mennyei feltámadásuk lesz. Az Őrtorony 1925-ben megerősítette a tant, de két évvel később azt állította, hogy ez téves, és hogy a hűséges keresztények azonnali mennyországi feltámadásának kezdete 1918-ban történt meg.
- A zsidók szerepe Isten Királyságában

Russell Nelson H. Barbour nézetét követte, és úgy gondolta, hogy 1914-ben Krisztus királysága átveszi a hatalmat az egész föld felett, és a zsidók, mint nép, vissza fognak térni Isten kegyeibe. 1889-ben Russell azt írta, hogy a „pogány idők” 1914-es befejezésével Izrael „vaksága” alábbhagy, és áttérnek a keresztény hitre. Rutherford a Life (1929) című könyvében arról ír, hogy a zsidók visszatérése Palesztina  régiójába azt jelzi, hogy a vég nagyon közel van, mert „először a zsidók részesülnek a kegyelemben, és csak azután mindazok, aki engedelmeskednek az Úrnak”. 1932-ben ezt a hiedelmet feladták, és ettől az időponttól kezdve az Őrtorony Társulat azt tanította, hogy egyedül a Tanúk jelentik Jehova Izrael népét.
- A "Nagy Babilon" bukása

Az 1879-es Sioni Őrtoronyban a Nagy Babilonnal azonosítottak minden keresztény egyházat, „amely azt állítja magáról, hogy Krisztusnak eljegyzett tiszta szűz, de valójában egyesült a világgal.” 
Russell azt tanította, hogy a "hamis vallás világbirodalmának" bukása 1878-ban történt, és 1914-re megjósolta "Babilon" teljes pusztulását. A Társaság 1917-ben azt állította, hogy a hamis vallás végső pusztulása a következő évben, 1918-ban fog bekövetkezni, elmagyarázva, hogy Isten elpusztítja a "nagy" egyházakat, és hogy a kereszténység el fog eltűnni.
- A "hű és értelmes szolga" identitása
- A "felsőbb hatalmak" (Róma 13,1) kiléte
- A Vezető Testület funkciója
- A kizárt személyekkel való bánásmód

### Jézus elfoglalja a helyét égi trónján
Egy bibliai jóslatot a Dániel könyve próféciái alapján 1914-re vonatkoztattak. Ez az időpont Jézus láthatatlan uralmának kezdetét jelöli. A kijelentésnek, mely szerint a Dániel könyve szövegében található információk alapján következtetett Charles T. Russel 1914-re, mint Krisztus uralmának kezdetét, és a "pogányok meghatározott idejének" végére. Ezen jelentőségteljes eseményt annak bizonyítására használták, hogy az 1914-es dátumot a Krisztusi uralom kezdetének kell tekinteni. A Dániel könyvében található 2520 napot évekre váltva, majd az így kapott időt Kr. e. 607-ből (Jeruzsálem pusztulása) leszámítva jutottak el az 1914-es időpontra.

### Jeruzsálem bukása

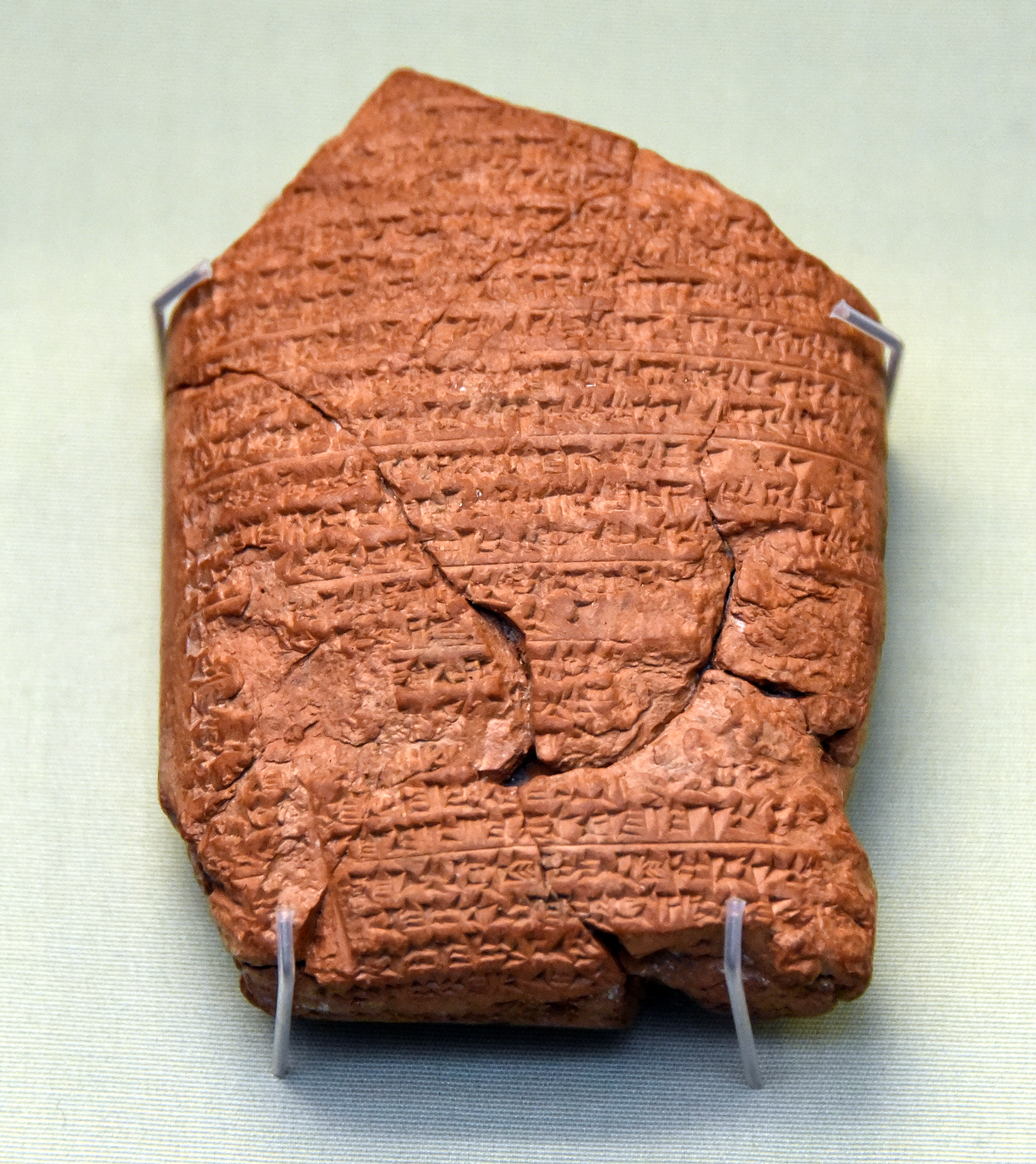
Az ékírásos felirat megemlíti Jeruzsálem II. Nabú-kudurri-uszur (Nabukodonozor) általi első meghódítását Kr. e. 597-ben.

Jehova Tanúi azt állítják, hogy Jeruzsálemet a babilóniaiak Kr.e. 607-ben rombolták le, és ezután pontosan hetven évig teljesen lakatlan volt. Ez a dátum nagy fontosságú abban, hogy ebből 1914 októberét számították ki, amikor szerintük létrejött az égben Isten Királysága, azaz 2520 évvel Kr.e. 607 októbere után.
A Jehova Tanúi közösségén kívül a kutatók azonban nem támasztják alá a Kr. e. 607-es dátumot, hanem Jeruzsálem pusztulását egyöntetűen K. e. 588-587. körülire, azaz mintegy húsz évvel későbbre teszik.
II. Nabú-kudurri-uszur (Nabukodonozor) először Kr. e. 598-ban indított hadjáratot a Júdai Királyság ellen, és sikerült is elfoglalnia Jeruzsálem városát. A Mezopotámiában megtalált ékírásos ún. Nabukodonozor krónika (BM 21946) a Kr. e. 605–594 közötti évekről számol be. Az ékírásos tábla alapján II. Nabú-kudurri-uszur (Nabukodonozor) az uralkodásának 7. évében, Kr. e. 597. március 2-án foglalta el Jeruzsálemet, véget vetve Jójákin júdai király uralkodásának. Nabukodonozor kifosztotta Jeruzsálemet és a templomot is, és a zsákmányát Babilonba szállította, Jeruzsálemben pedig Jójákin nagybátyját, Cidkija-t (Sedekiás) nevezte ki Júda vazallus királyává.
Cidkija (Sedékiás) júdai király fellázadt a babiloniak ellen és szövetségre lépett II. Uahibré egyiptomi fáraóval. II. Nabú-kudurri-uszur ezután visszatért Júdába, azzal a céllal, hogy újra elfoglalja Jeruzsálemet (2Királyok 25:1). Kr. e. 589 januárjában kezdte meg újra Jeruzsálem ostromát. Az ostrom hosszú ideig, 18–30 hónapig tartott.
Salamon templomát és a várost ekkor kifosztották és lerombolták, a megmaradt júdeai zsidók többségét pedig az ún. babiloni fogságba vitték. A régészeti bizonyítékok azt mutatják, hogy a város ekkor tűz által pusztult el.

### Jézus = Mihály arkangyal

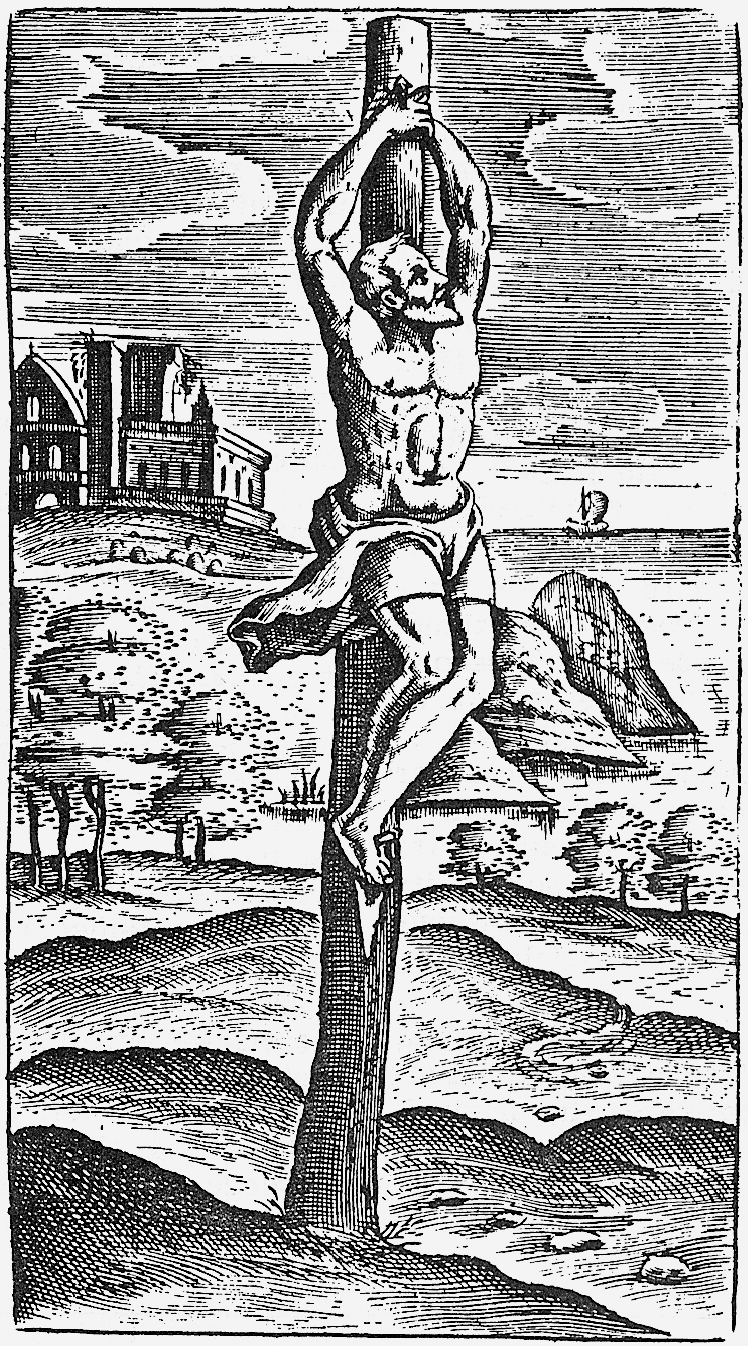
Egy kínoszlop ábrázolása. Nézetük szerint Jézus kínoszlopon halt meg

Jézust Mihály arkangyallal, egy – az ábrahámi vallásokban – általánosan elfogadott módon teremtménynek tekintett entitással, azonosítják, – Órigenészhez, továbbá sok más, az egyetemes zsinatokon elítélt ókeresztény teológushoz és gyülekezethez hasonlóan. Különösen a görögkeleti dogmatika tagadja az angyalkrisztológiát.

### Kereszt helyett kínoszlop
Jézus nem kereszten, hanem kínoszlopon halt meg. Nézetük szerint az Újszövetségben keresztnek fordított görög szóra nincs bizonyíték, hogy az keresztrúddal ellátott oszlopra utalna.
A kritikusok szerint – bár az első századokból csak kevés tárgyi emlék maradt fenn, amely Krisztus kivégzését ábrázolja, viszont egyetlen sincs köztük, amely kínoszlopra utalna. A kínoszlop az ókori Közel-Kelet azon szokására jellemző, amelyen a már kivégzett, halott bűnözőket mutogatták elrettentő példaként. Ezzel szemben a római kereszt egyszerre volt kínzó, kivégző és elrettentő eszköz.
Jézus keresztre feszítésekor a büntetést és okát hirdető táblát – amely biztos nem egy kis darab papír volt – a feje fölé, és nem a kezei fölé szögezték. Továbbá Jézus kezeit az evangéliumok alapján szegekkel (többes szám) verték át, és nem csupán eggyel, ahogy a Jehova tanúi tanítják.

### Teremtés vs. evolúció
A közösség kiadványai megpróbálják megcáfolni az evolúció elméletét, a bibliai teremtéstörténet javára, de "nem kreacionisták" azon az alapon, hogy nem hiszik, hogy a föld hat szó szerinti nap alatt jött létre. Bár Biblia a hat napos teremtés minden egyes napjánál hangsúlyozza, hogy „lett este, lett reggel, következő nap”, ők ennek ellenére úgy gondolják, hogy ez nem 24 órás napokat jelöl, hanem más időszakokat.
Nézetük szerint Jehova Isten a Genezis és a Tóra szerzője, aki ihlette Mózest a könyvek megírására.
Ezzel szemben szinte minden mai bibliatudós egyhangúlag egyetért abban, hogy Mózes könyvei sok más szerző munkája volt, amelyet több évszázadon át írtak.

### Bibliai tévedhetetlenség
A Bibliát történelmileg pontos dokumentumnak tekintik, és az abszolút tekintélynek, amellyel a hívek élnek. 
A Biblia „bölcsességét” és a próféciáit tévedhetetlennek tartják.
Ezzel szemben a Biblia 6 napos teremtésről és világméretű özönvízről és a zsidók olyan kánanáni honfoglalásáról beszél, amit a mai történészek, sőt sok mai zsidó rabbi is elvet.
Az Újszövetség több verse is olyan kijelentéseket tartalmaz, mely alapján Jézus megígérte a közeli, a kortársai életében megtörténő visszatérését. Ez kétezer év alatt sem valósult meg.

### Nincs pokol
Szerintük, ahogy sok más újprotestáns és kiliaszta (millenarista) kisegyház szerint, az embernek nincs halhatatlan lelke-szelleme, a halállal teljesen megsemmisül, és majd Isten teremti újjá emlékezetéből a feltámadáskor. Jehova tanúi elvetik az örök gyötrelem tanítását  (részlegesen hisznek az egyetemes, végső üdvösségben).

## Jelenések könyve

### Az ENSZ aJelenések könyvének fenevadja
Az elmúlt évtizedekben nagy port kavart az ENSZ-szel való érintettsége. Úgy tanítják, hogy az Egyesült Nemzetek Szervezete a bibliai Jelenések könyve véres fenevadja (Jel 17,3), és a Máté 24:15-ben szereplő „pusztulást okozó utálatos dolog”; hogy ez lesz az eszköz a szervezett „hamis vallás” elpusztítására világszerte; és minden más politikai hatalomhoz hasonlóan ez is elpusztul, és helyébe Isten mennyei királysága lép.
Jel. 17:3.: „És lélekben elvitt engem egy pusztába és láték egy asszonyt ülni egy veres fenevadon, a mely teljes vala káromlásnak neveivel, a melynek hét feje és tíz szarva vala” (Károli)

### A jelenések könyve értelmezése
Bővebben: A_jelenések_könyve#Értelmezésének_irányzatai

## A közösség
A volt tagok szinte totalitáris belső vezetéssel vádolják a szervezetet. Sok kívülálló olyan szektának írja le, amely „megpróbálja kontrollálni a hívők érzelmeit, gondolatait, információit és viselkedését”.
A „szekta” konkrét kritikája azt a felfogást tükrözi, hogy ez nem egy „legitim vallás”, hanem egy szélsőséges csoport, amely teljes engedelmességet követel, és kényszert, sőt elmekontrollt is gyakorol. A tagok nem vitathatják a Biblia vagy a közösség vezető testületének útmutatásait.

### Gyermekek nevelése
A testi fenyítés, azaz a gyermekek időnkénti megverése mint nevelőeszköz, a Jehova Tanúi számára isteni parancs. Az összes, fundamentalista vonásokat felmutató csoporthoz hasonlóan ez a közösség is a Biblia bölcs, ókori mondásaira hivatkozik.
Az Őrtorony Társulat irodalmában arra biztatnak, hogy a gyermekeket, Isten Igéjének megfelelően, veréssel kell nevelni:
„Aki nem használ pálcát, gyűlöli fiát, aki meg szereti, az megfenyíti” (Péld 13:24)
A Tedd családi életedet boldoggá című könyvük ezt írja:
„ Egy elnáspángolás életmentő lehet a gyermek számára, mert Isten Igéje ezt mondja: „Ne tartsd vissza a fenyítést a még csak fiútól. Ha megvered őt vesszővel, nem hal meg. Te magad kell hogy megverd őt vesszővel, hogy megszabadítsd lelkét magától a Seoltól (sírtól).” És ismét: „Bolondság kötődik a fiú szívéhez; a fenyítés vesszeje messze eltávolítja tőle azt” (Péld 23:13, 14; 22:15) ”
A gyermekek tartósan rossz magaviseletét az Őrtorony Társulat nevelési követelményei értelmében, a testi fenyítés hiányára vezeti vissza és a szülőket teszi érte felelőssé.

### A nők
Arra a kérdésre, hogy hogyan tekintenek a nőkre a a közösségen belül, egy egykori gyülekezeti „vén” azt mondta, hogy "a férfi kiegészítő társaként" tartják őket, és hozzátette: "Alá kell vetnie magát a férjének, aki a család feje, és aki meghoz minden fontos döntést". 
A nők nem taníthatnak a gyülekezetben, nem tarthatnak nyilvános előadásokat, nem mondhatnak nyilvános imákat, mert a Pálnak tulajdonított ókori levél azt írja, hogy
„Az asszony csendben tanuljon, teljes alázatossággal. Nem engedem, hogy az asszony tanítson, és a férfi fölé kerekedjék: maradjon csak csendben. Mert Ádámot alkottatott először, Éva azután, és nem Ádámot szedték rá; az asszonyt azonban rászedték, és engedetlenségbe esett.” 

### Kiközösítés és a kizártak
A közösség olyan kizárást (kiközösítés) gyakorol, amit a volt tagok kegyetlennek és sértőnek neveznek.
A kiközösítésre vonatkozó szabályokat 1981-ben terjesztették ki azokra is, akik önként váltak ki a szervezetükből. Azokat, akik elhagyják a hitet, "hitehagyottaknak" nevezik, és azóta "kiközösítik" őket. A kifejezés olyan formális kiutasításra és az elkerülésre vonatkozik, ahol a hívőknek a továbbiakban a kizártakkal "tilos beszélni és még csak nem is köszönnek nekik". A szervezet ezzel a bibliai résszel védekezik a kizárt tagok elkerülése ellen: „Távolítsátok el magatok közül a gonosz embert.” (1. Kor. 5,13) 
Egy házaspár, amely elhagyta a közösséget, arról számolt be, hogy a Jehova tanúin belül maradt családjuk eltávolodott tőlük. Többé nem kaptak meghívást olyan családi eseményekre, mint az esküvő, temetés, családi összejövetelek; nem kaptak tájékoztatást a családban történt születésekről, betegségekről vagy halálesetekről.” 
Egy eset alapján amikor egy gyülekezeti „vén” elveszítette a hitét, és kihívást jelentett a csoportnak, „annyira nyomást gyakoroltak rá, hogy végül egy folyóba ugorva öngyilkos lett”.

### A nem tagokkal való kapcsolat
A híveiket arra utasítják, hogy ne ápoljanak szoros kapcsolatot ápoljanak azokkal, akik nem részei a hitnek. A „világi” embereket rossz befolyásúnak tekintik.
Azt tanácsolják a tanúknak, hogy ne csatlakozzanak a közösségen kívüli csoportokhoz, és szintén elriasztják őket a felsőoktatástól.
Arra tanítják a híveiket, hogy amikor valaki kívül áll tőlük, megrontja a külvilág, és elkerülhetetlenül bűnbe és hamis boldogságba süllyed.

### Vérátömlesztés
A vérátömlesztés megtagadásában az Ó- és Újszövetségre hivatkoznak; bizonyos ókori zsidó szövegek alapján  úgy gondolják, hogy Isten akarata „tartózkodni a vértől”, amely szöveg alapján nem fogadnak el vérátömlesztést, és nem adnak saját vért transzfúzió céljából.
A doktrínát 1945-ben vezették be, és azóta néhány változáson ment keresztül. A csoport azon tagjait, akik önként elfogadják a transzfúziót, azokat úgy tekintik, mint akik elhagyták Isten előírását és ezután a közösség tagjai elkerülik őket. Bár Jehova Tanúinak többsége elfogadja a tant, egy kisebbség nem.
Akkor is megtagadják a vérátömlesztést, ha az illető életveszélyben van. Azt mondják, a Biblia arra utasítja a híveket, hogy tartózkodjanak a vértől, ami kizárja a transzfúzió elfogadását. „Ez egy közvetlen parancs a Bibliában, de egyre gyakrabban látunk olyan orvosi bizonyítékokat is, amelyek azt mutatják, milyen előnyei vannak annak, ha nem fogadjuk el a vérátömlesztést” – mondja egy hívő. Idézi a 2010-es haiti földrengést, ami az kritikus vér- és felszereléshiányt is okozott, és azt állítja, hogy sokan túlélték a „vértelen” műtétet. Ezzel szemben a katasztrófa idején az Egészségügyi Világszervezet, a Vöröskereszt és az orvosi jótékonysági szervezetek kétségbeesetten kértek nemzetközi véradást az életek megmentése érdekében.
A vérátömlesztés tilalma haragot vált ki az érintett volt Tanúkból, és megdöbbenést és értetlenséget a külső szemlélőkben.
A kritikusok szerint a közösség évezredes orvosi hiedelmekre támaszkodik, és nézetük szerint a vérátömlesztés ugyanaz, mint a vér táplálkozás szempontjából történő elfogyasztása. A Biblia vértörvényei az élet iránti tiszteleten és annak a vérrel való kapcsolatán alapulnak.

### A szexuális visszaélések és gyermekbántalmazások
Jehova Tanúi azt állítják, hogy szigorú irányelvekkel rendelkeznek a gyermekek védelme érdekében, hozzátéve hogy a legjobb módja a gyerekek védelmének a szülők oktatása; továbbá azt is állítják, hogy nem támogatnak olyan tevékenységeket, melyek elválasztják a gyermekeket a szüleiktől. 
Számos kritika éri Jehova Tanúit, amiért az irányelveik és a valláson belüli sajátos kultúrájuk elősegítik a szexuális visszaélések leplezését. A csoportot kritika érte a "két tanú szabály" miatt, melyet a belső fegyelmi eljárások során alkalmaznak. Ezt a szabályt az 5Mózes 19:15 és a Máté 18:15-17 bibliai szövegekre alapozzák, amely alapján előírják egy második tanú szükségességét, amennyiben a vádlott tagadja a helytelenség elkövetését.  Azokban az esetekben, amikor a megkívánt bizonyítékok hiányoznak, az Őrtorony Társaság útmutatása az, hogy a gyülekezeti "vének bízzák Jehovára" az ügyet.
A főhivatal egyik volt dolgozója, Barbara Anderson elmondása alapján ez az irányelv gyakorlatilag egy szemtanú vallomását teszi szükségessé a gyermekmolesztálás bebizonyításához, "ami lehetetlenség". Anderson szerint az irányelvek "inkább a pedofilokat védik, semmint a gyermekeket". 
2015-ben egy bírósági ügyet nyert meg egy brit nő és 275 ezer GBP kártérítést kapott, akit gyermekkorában bántalmazott a Jehova Tanúi lelkésze. Ez az ítélet csak két hónappal azután született, hogy egy másik ügyben a kaliforniai esküdtszék 28 millió dolláros kártérítést ítélt meg egy nőnek a gyermekkori szexuális zaklatása miatt.
A közelmúltban a közösség ausztráliai fióktelepeit vizsgálták, miután kiderült, hogy eltitkolták a gyermekbántalmazást.